# أمير جوبان
أمير جوبان (الفارسية: امیر چوپان؛ تُوفي في تشرين الأول/تشرين الثاني 1327 م)، ويُكتب أيضًا تشوبان أو كوبان، كان نبيلًا جوبانيًّا من الإيلخانات، والقائد الاسمي للإمبراطورية المغولية. كرّمه الإمبراطور تايدينغ من يوان باعتباره دوق يي (翊國公).

## الخلفية
شارك والد تشوبان، مالك، في حصار بغداد عام 1258، بينما شارك عمه أكرونتشي في حملة في جورجيا عام 1318. كان جده تودون من عشيرة سولدوس وكان ينحدر مباشرة من تشيلاون، الذي كان أحد رفاق جنكيز خان العظماء الأربعة. رافق تودون هولاكو في حملته ضد القبيلة الذهبية في عام 1262 وعُين حاكمًا لديار بكر، وتوفي في عام 1277 في معركة البستان.

## الأطفال
كان لديه على الأقل 4 زوجات، انحدرت منهن سلالة جوبان. معظم أبنائه وُلدوا من زوجات غير معروفين. كما قام بتسمية اثنين على الأقل من أبنائه على اسم أجداده شيلاون وسورجان شيرا:
- مع زوجات مجهولات:
  1. حسن - والي خراسان ومازندران
    - تاليش
    - حاجي بيك
    - قوك حسين

  2. تيمورتاش - نائب ملك الأناضول
    - حسن كوتشاك
    - مالك أشرف
      - تيمورتاش
      - سلطانبخت

    - مالك الأشتر
    - مصر مالك

  3. دمشق كاجا — ممثل شوبان في بلاط أبو سعيد ، متزوج من تورسان (أو تورسين)، ابنة إيرينجين من الكرائيين
    - دلشاد خاتون
    - 3 بنات

  4. الشيخ محمود - حاكم أرمينيا وجورجيا
    - بير حسين
    - 3 أبناء

  5. بغداد كاتون – خاتون أبي سعيد
- دولندي كاتون (خطوبة - 19 مارس 1305، تزوجت - 30 سبتمبر 1307، توفيت - 1314) - ابنة أولجيتو
  1. شيلاون
- كردوجين خاتون[الإنجليزية] – مربية شيراز وكرمان ابنة منكو تيمور وأبش خاتون[الإنجليزية]:
  1. سيوكساه
  2. ياغي باستي
  3. نوروز
- ساتي بيك (ازدهرَت 1316 - 1345 م) - ابنة أولجيتو، الخان اللاحق:
  1. سورجان